# Туойче
Туойче (вьет. Tuổi Trẻ, «Молодёжь») — одна из крупнейших газет Вьетнама, находится в Хошимине. Официально создана 2 сентября 1975 года, первоначально была печатным органом «Союза коммунистической молодежи имени Хо Ши Мина», который сохраняет влияние на газету и сейчас. BBC характеризует её как «прореформистскую». В печати издаются ежедневная Tuổi Trẻ, еженедельная Tuổi Trẻ Cuối Tuần и выходящая два раза в месяц Tuổi Trẻ Cười. Онлайн версия (Tuổi Trẻ Online) существует на вьетнамском и английском языках, и имеет отдельную версию для мобильных устройств (Tuổi Trẻ Mobile).

## Цензура
У редакции газеты неоднократно возникали проблемы из-за публикации материалов, не соответствующих точке зрения властей.
В 1991 главный редактор был уволен после публикации о браке Хо Ши Мина с Танг Тует Минь, факт которого официальная история отрицает.
В 2000 газета опубликовала результаты своего опроса, в которых Билл Гейтс оказался популярнее Хо Ши Мина. Тираж был уничтожен, три редактора понесли наказание.
В 2005 году Туойче опубликовала серию статей с расследованием монополизации фармацевтического рынка компанией Zuellig Pharma. Автор статей был наказан и впоследствии уволен.
В июле 2018 года деятельность онлайн-версии была приостановлена на три месяца, а редакция оштрафована на 220 миллионов донгов за публикацию о поддержке президентом закона против протестов.